# Internationales Management Institut St. Petersburg
Das Internationale Management Institut St. Petersburg (englisch: International Management Institute of Saint Petersburg; kurz: IMISP; russisch: Санкт-Петербургский международный институт менеджмента; ИМИСП) ist die älteste Wirtschaftshochschule in Sankt Petersburg, Russland. Ihre Abschlüsse sind sowohl staatlich als auch von der AMBA akkreditiert.
Die IMISP wurde 1989 als Kooperation der Staatlichen Universität Leningrad und der italienischen Università Commerciale Luigi Bocconi gegründet. Der ursprüngliche Name bis zu seiner Umbenennung in die heute Form im Jahr 1992 war Leningrad International Management Institute (kurz: LIMI).

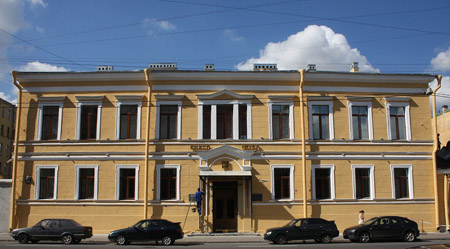
IMISP-Gebäude im Jahr 2011

Die Universität unterhält eine Kooperation mit der University of Bath. Sie wurde 2020 im für Russland maßgeblichen Ranking des MBA-Portals als zweitbeste Business School für den Studienabschluss Master of Business Administration in Russland bewertet.

## Abschlüsse
Derzeit werden drei akademische Abschlüsse angeboten:
- Kaufmännischer Leiter[6]
- Master of Business Administration[7]
- Master of Management[8]

## Website
- https://imisp.ru/en/